# Mount Dandenong
Pour les articles homonymes, voir Dandenong.
Mount Dandenong (1 271 habitants) est un faubourg à l'est de Melbourne à 42 kilomètres du centre ville. Il porte le nom du Mont Dandenong (en), un sommet de 633 mètres abritant les antennes de télévision servant pour la ville de Melbourne. Le sommet peut être quelquefois enneigé.